# Aphirape uncifera
Aphirape uncifera là một loài nhện trong họ Salticidae.
Loài này thuộc chi Aphirape. Aphirape uncifera được Albert Tullgren miêu tả năm 1905.